# Jalen Rose
Pour les articles homonymes, voir Rose.
Jalen Anthony Rose (né le 30 janvier 1973 à Détroit, Michigan) est un joueur américain professionnel de basket-ball. Il est membre de l'équipe de l'Université du Michigan surnommée les Fab Five (en compagnie de Chris Webber, Juwan Howard, Jimmy King et Ray Jackson (en)) qui atteint la finale NCAA à deux reprises en 1992 et 1993 lors de leurs années freshmen et Sophomores.

## Carrière universitaire

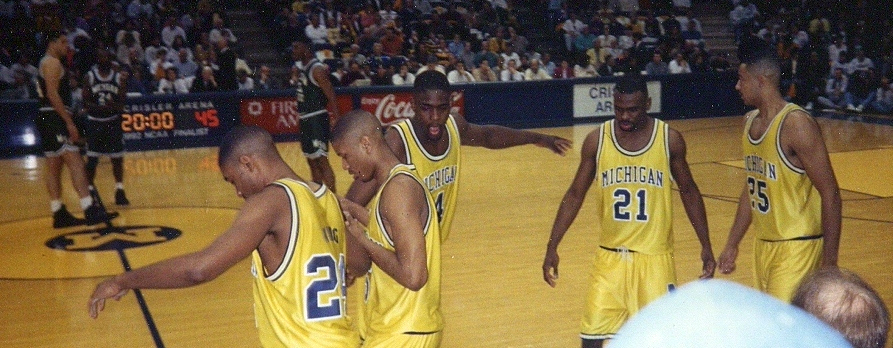
Fab Five

Après un passage au lycée « Southwestern » de Détroit, Rose rejoint l'université du Michigan avec qui il participe à deux finales NCAA en 1992 et 1993, faisant partie du recrutement légendaire de l'entraîneur Steve Fisher en 1991, surnommé les  Fab Five. Il est le meilleur marqueur du Fab Five dans son année « Freshmen » avec 19 points par match et bat le record de points inscrits en « Freshmen » de l'école avec 597 points. Rose est le meneur de jeu et le leader des Fab Five. Lors de sa carrière, il dépasse les 1500 points, 400 rebonds et 100 passes décisives.

## Carrière NBA

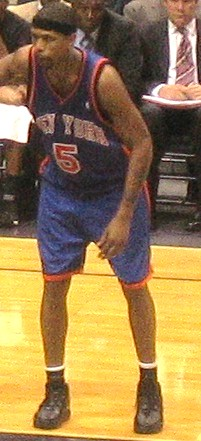
Jalen Rose avec le maillot de Knicks de New York en 2006

Rose joue pour six équipes NBA différentes, se forgeant une solide carrière professionnelle après sa saison senior dans le Michigan. Il est choisi au 13e rang de la draft 1994 par les Nuggets de Denver. Il fait partie de la « All-Rookie Team » en 1995. Après deux années à Denver, il est transféré aux Pacers de l'Indiana, en compagnie de Reggie Williams et un futur premier tour de draft, contre Mark Jackson, Ricky Pierce et un premier tour de draft.
Son passage aux Pacers de l'Indiana est probablement sa meilleure période en NBA, en aidant son équipe à se redresser après une saison 1996-1997 désastreuse, leur permettant d'atteindre trois Finales de la Conférence Est consécutives. En tant que membre des Pacers, Rose devient le premier joueur en huit années, autre que Reggie Miller à être le meilleur marqueur de l'équipe lors de la saison 1999-2000 quand il inscrit 18,2 points par match. Il aide l'équipe à gagner un titre de champion de la Conférence Est en 2000 (mais Indiana s'incline lors des Finales NBA 2000 face aux Lakers de Los Angeles en six rencontres). Rose réalise une moyenne de 23 points par match lors de cette série, dont une pointe à 32 points lors du match 5 victorieux. Il remporte cette saison-là le trophée de NBA Most Improved Player. Lors de la saison 2001-2002 NBA, Rose est transféré aux Bulls de Chicago en compagnie de Travis Best, Norman Richardson et un futur second tour de draft en échange de Brad Miller, Ron Mercer, Ron Artest et Kevin Ollie.
Après 16 matches lors de la saison 2003-2004, Rose est transféré aux Raptors de Toronto, en compagnie de Donyell Marshall et Lonny Baxter. Le 3 février 2006, en plein milieu de la saison 2005-2006, il est de nouveau transféré, avec un premier tour de draft et une somme d'argent (estimé à environ 3 millions de dollars), aux Knicks de New York contre Antonio Davis, où il retrouve Larry Brown, son ancien entraîneur à Indiana. La motivation derrière ce transfert était apparemment de libérer de l'espace dans le salary cap (Rose gagne alors près de 18 millions de dollars par an) afin de permettre aux Raptors d'acquérir un pivot expérimenté pour aider Chris Bosh au rebond. La dernière contribution de Rose pour les Raptors est un match à domicile face aux Kings de Sacramento, où il inscrit le panier victorieux en prolongations.
Avant le début de la saison 2006-2007, le 30 octobre 2006, les Knicks l'écartent de l'effectif. Il est courtisé par de nombreuses équipes dont les Suns de Phoenix, les Pistons de Detroit et le Heat de Miami. Le 3 novembre 2006, Rose annonce qu'il signe avec les Suns sur son site "jalenrose.com". Le 7 novembre, l'annonce officielle est publiée d'un contrat d'un an et 1,5 million de dollars avec Phoenix.
Avec les Suns de Phoenix, Rose n'a pas un gros temps de jeu. Le jeu offensif des Suns est trop rapide et l'état de ses genoux le pénalise en défense. Après l'élimination des Suns en playoffs, il devient commentateur pour ESPN.

### Profil de joueur
Rose est connu comme étant un scoreur à la périphérie ou poste bas, capable d'inscrire plus de vingt points certains soirs. Jalen Rose peut être utilisé à 3 positions différentes. Il commence sa carrière comme meneur de jeu aux Nuggets de Denver et devient arrière avec les Pacers de l'Indiana. Il retourne par la suite au poste de meneur de jeu brièvement avec les Raptors de Toronto. Cependant, il est positionné au poste d'ailier la plupart de sa carrière. Jalen Rose est également un bon passeur, surtout pour sa taille (2,03 m), et Indiana l'utilise souvent en tant que meneur/ailier.
Bien qu'il produit des efforts à Toronto, travaillant davantage (particulièrement en défense), Rose entre souvent en conflit surtout avec son entraîneur aux Raptors Sam Mitchell, qui le met alors sur le banc lors de la saison 2005-2006 le remplaçant par le rookie Joey Graham. Cela coïncide avec la plus mauvaise période des Raptors (1 victoire, 15 défaites) lors du mois de décembre 2005. Lors des mois suivants, Rose améliore son niveau de jeu. Il réalise des moyennes de 12,1 points, 2,5 passes décisives et 2,8 rebonds par match. Cependant, il ne tire qu'à 40,4 % aux tirs et 27 % à 3 points.

## Anecdotes
- Rose donna à Dikembe Mutombo un chèque de 100 000 dollars pour l'aider à la construction d'un hôpital en République démocratique du Congo[2].
- Son père biologique, Jimmy Walker est un ancien premier choix de Draft de la NBA (en 1967). Il est mort d'un cancer en juillet 2007 et ne l'a jamais rencontré.
- Il joue son propre rôle dans le film Champions (2023) de Bobby Farrelly.